# Martin Bláha
Martin Bláha (* 12. September 1977 in Brno) ist ein ehemaliger tschechischer Radrennfahrer.
Martin Bláha begann seine Karriere 2003 bei dem tschechischen Continental Team ASC Dukla Praha. In seinem ersten Jahr belegte er bei der Tour of South China Sea den neunten Rang in der Gesamtwertung. 2006 wurde er beim Sechstagerennen „6 Giorni delle Rose“ im italienischen Fiorenzuola d’Arda Fünfter mit seinem Landsmann und Teamkollegen Petr Lazar. Später beim Bahnrad-Weltcup in Moskau belegte er den dritten Platz im Scratch.
Bei den UCI-Bahn-Weltmeisterschaften 2011 im niederländischen Apeldoorn errang Blaha Silber im Zweier-Mannschaftsfahren, gemeinsam mit Jiří Hochmann. Im Jahr darauf wurde er gemeinsam mit Hochmann Europameister im Zweier-Mannschaftsfahren, ein Erfolg, den die beiden Sportler bei der EM zwei Jahre später wiederholen konnten. 2014 wurde Bláha  mit Vojtěch Hačecký Vize-Weltmeister im Zweier-Mannschaftsfahren. 2003, 2008, 2011 und 2014 gewann er den traditionsreichen Bahnradsportwettbewerb 500+1 Kolo in Brno.

## Erfolge – Bahn
2005
- Europameisterschaft – Madison (mit Petr Lazar)

2010
- Europameister-Zweier-Mannschaftsfahren (mit Jiří Hochmann)

2011
- Tschechischer Meister – Punktefahren

2012
- Tschechischer Meister – Madison (mit Alois Kaňkovský)
- Europameister – Zweier-Mannschaftsfahren (mit Jiří Hochmann)

2014
- Weltmeisterschaft – Zweier-Mannschaftsfahren (mit Vojtěch Hačecký)

2015
- Tschechischer Meister – Scratch, Mannschaftsverfolgung (mit Jan Kraus, Ondřej Vendolský und Michal Kohout)

2017
- Tschechischer Meister – Scratch

## Teams
- 2003 ASC Dukla Prag
- 2005 ASC Dukla Prag
- 2006 ASC Dukla Prag
- 2011 ASC Dukla Prag
- 2012 ASC Dukla Prag
- 2013 ASC Dukla Prag
- 2014 Team Dukla Praha
- 2015 Team Dukla Praha
- 2016 Team Dukla Praha
- 2017 Team Dukla Praha